# Salim Arrache
Salim Arrache (Marsiglia, 14 luglio 1982) è un ex calciatore francese naturalizzato algerino, di ruolo centrocampista o attaccante.

## Palmarès

### Club

#### Competizioni nazionali
- Coppa di Lega francese: 1

Strasburgo: 2004-2005